# Instituto Nacional de Biodiversidad
Het Instituto Nacional de Biodiversidad (INBio) van Costa Rica is een internationaal bekend onderzoeksinstituut dat zich bezighoudt met het beschrijven en beschermen van de biodiversiteit van Costa Rica. De zeer grote entomologische collectie met meer dan 3 miljoen specimina en tienduizenden soorten is vermaard.